# Гірничий відвід
Гірни́чий відві́д — частина надр, яка віддана організації або підприємству для промислової розробки вміщених в ній корисних копалин, а також для будівництва й експлуатації підземних споруд, не пов'язаних з видобуванням корисних копалин, у тому числі на континентальному шельфі та у включеній (морській) економічній зоні.

## Загальний опис
Гірничі відводи для розробки родовищ корисних копалин загальнодержавного значення, будівництва і експлуатації підземних споруд та інших цілей, не пов'язаних з видобуванням корисних копалин, надаються Державним комітетом України по нагляду за охороною праці, крім випадків, передбачених цим Кодексом.
Гірничі відводи для розробки родовищ корисних копалин місцевого значення надаються Верховною Радою Республіки Крим, обласними, Київською та Севастопольською міськими Радами народних депутатів і підлягають реєстрації в органах державного гірничого нагляду.
При наданні гірничих відводів вирішуються питання щодо правильності поділу родовищ корисних копалин на окремі гірничі відводи з метою запобігання залишенню поза гірничими відводами менш цінних ділянок родовищ та не придатних для самостійної розробки, дотримання вимог безпеки під час проведення гірничих і підривних робіт при розробці родовищ корисних копалин та при використанні надр для інших цілей, не пов'язаних з видобуванням корисних копалин, відвернення небезпеки для людей, майна та навколишнього природного середовища.
Порядок надання гірничих відводів встановлюється Кабінетом Міністрів України.

## Історія
Історія гірничих відводів дуже давня. Наводимо уривок з праці Георга Агріколи De Re Metallica (1556 р.), який саме присвячений опису рудникових ділянок-відводів:
| Рудникова ділянка (відвід) за формою здебільшого є або квадратом, або протяжним прямокутником. Оскільки у квадрата всі чотири сторони рівні , перемножені числа ( погонних ) лахтерів двох сторін рудникової ділянки становлять суму квадратних лахтерів його площі, а оскільки ( погонний ) лен містить 7 лахтерів , це число , перемножене на саме себе , (тобто квадратний лен ) містить , 49 ( квадратних ) лахтерів . |
| ...рудникові поля розрізняються за формою внаслідок відмінності в розташуванні рудних жил... |
| У старі часи копальнева (рудникова) ділянка головної копальні становила 3 подвійних квадратних лена (тобто 3 віра) та ще один ординарний квадратний лен (тобто 1/2 віра) маючи 49 лахтер в довжину і 7 лахтерів завширшки; з перемноження цих чисел виходило 343 квадратних лахтера , що і становило в старовину площу рудникової ділянки так званого головного відводу . Будь-яка рудникова ділянка (простий відвід) мала у старовину форму (і площу) простого лена , нараховуючи 7 лахтерів у довжину і стільки ж лахтерів у ширину, утворюючи, таким чином, квадрат. По старій пам'яті гірники і в даний час називають площу будь-якої рудникової ділянки, відведеної над крутоспадною жилою, що йде вглиб , "квадратом " . У старі часи дотримувався наступний урочистий обряд обміру (і відведення ) рудної жили . Як тільки рудокоп знаходив руду , він повідомляв про це бергмейстеру і десятнику, які або самі відправлялися з міста в гори , або направляли туди надійних людей числом не менше двох оглянути рудоносну жилу. Якщо вони знаходили її цінною для обміру , бергмейстер вирушав на місце знову в призначений день і задавав першовідкривачеві питання в такій формі : «Яка жила твоя ? Яка копальня несе руду ?». Тоді прохач, простягаючи руку на відкриту ним рудну жилу і розпочату ним копальню, точно показував їх. Слідом за тим бергмейстер наказував йому стати біля валу коловорота, покласти два пальці правої руки на свою голову і виразним голосом поклястися наступною клятвою : "Клянуся богом і всіма святими і закликаю їх у свідки , що ця жила моя, а якщо вона не моя, то нехай ні моя голова, ні ся моя рука більше не служать мені ! " . Після цього бергмейстер , почина-ючи від середини вала, відміряв мотузкою жилу і надавав відкривачеві жили відвід споча-тку в половину лена , потім ще в три цілих лена і після цього відводив один лен королю або князю, інший – його дружині , третій – маршалу , четвертий – мундшенку, п'ятий – камереру7 і шостий – самому собі. |